# Onojoi
Onojoi (en ruso: Онохо́й) es una localidad de la república de Buriatia, Rusia, localizada algunos kilómetros al sur del lago Baikal y cerca de Ulán Udé, la capital de la república. Su población era de 10 700 habitantes en el año 2010.
Esta localidad se construyó junto con otras dos, para poblar es distrito Zaigrayevski.